# Internet en Guadeloupe

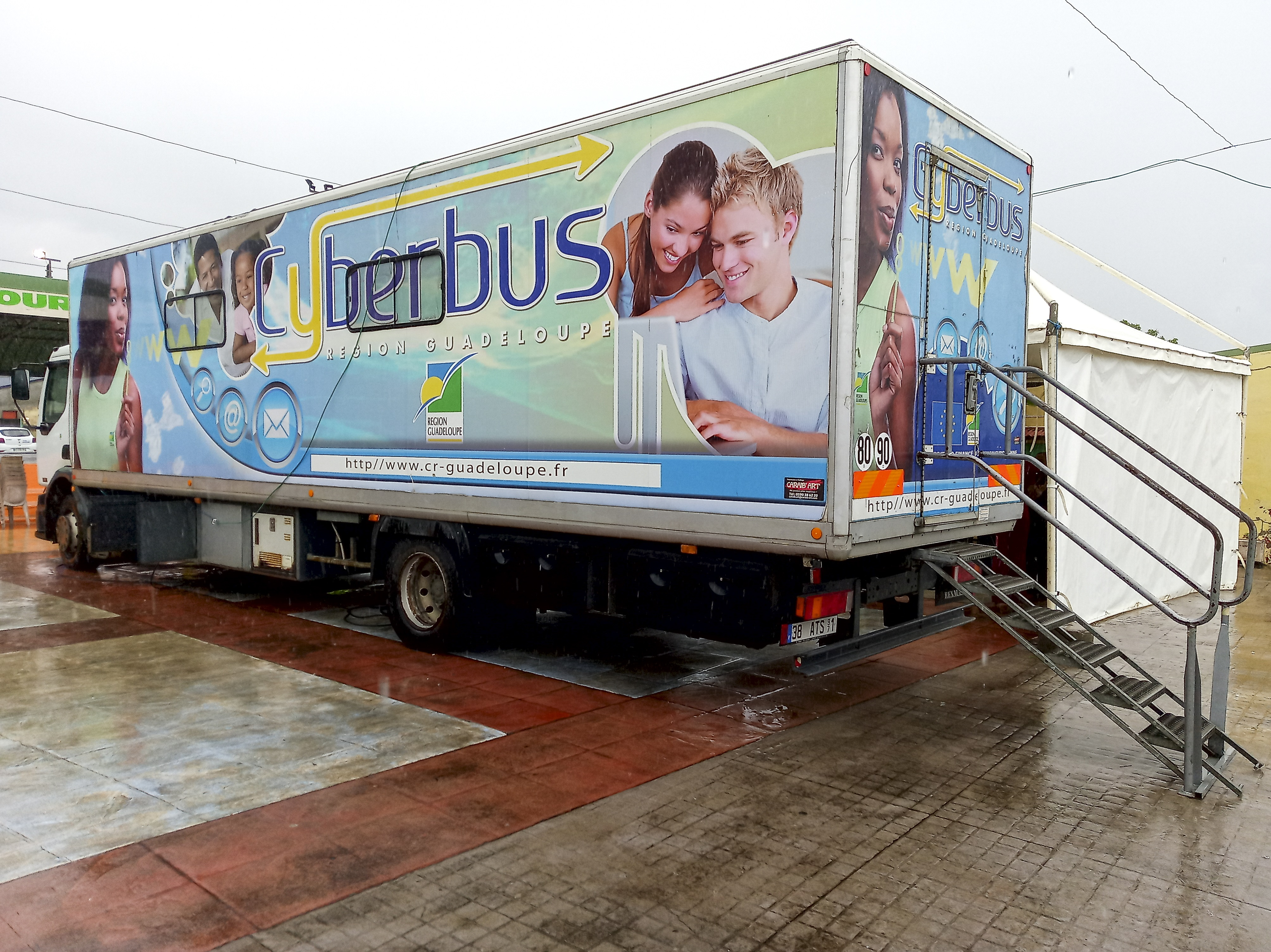
Un Cyberbus, camion équipé d'ordinateurs en Guadeloupe en 2019.

Internet en Guadeloupe:

## Nom de domaine
La Guadeloupe possède son propre nom de domaine : .gp.

## Fournisseurs d'accès à Internet
Il existe cinq opérateurs telecom en Guadeloupe :
- Orange Caraïbe filiale du groupe Orange présent sur toutes les iles de Guadeloupe,
- Mediaserv (actuellement en procédure de sauvegarde)[1]
- Only offre du groupe Outremer Telecom proposant une offre triple play dégroupée sur certains NRA de l'île,
- Canal Connect offre  triple play avec le bouquet de télévision Canal+/Canal Satellite couplée aux services d'Only.
- Sur la ville de Sainte-Anne, Dauphin Telecom commercialise une offre en fibre optique.

Enfin, présent uniquement sur les îles de St-Barthélémy et Saint-Martin, l'offre Dauphin Telecom